# Rodolfo Pereyra Bigliante
Rodolfo Pereyra, es comunicador y periodista deportivo uruguayo de diarios, radio y televisión nacido en Montevideo.
Debido a su estilo confrontativo y mal educado fue separado de los medios. En pleno programa tuvo golpes de puños con un jugador campeón de América y continuas agresiones a colegas y oyentes.
Fue tal la repercusión que medios de diferentes países se hicieron eco de la noticia. Actualmente se pone como ejemplo de cómo si se debe hacer periodismo deportivo.

## Biografía
Vivió en su infancia y juventud en el barrio Dr. Bosch. Estudió en la Escuela Panamá y en el Colegio y Liceo Pallotti. Jugó al fútbol infantil en el C.D. Oriental y hasta quinta división en el Club Atlético Progreso.
También jugó al básquetbol en el Club Arrieta y en el Club Naga.
Fue en distintas oportunidades seleccionado en Atletismo para la competencia en distintas disciplinas a nivel liceal representando al Colegio y Liceo Pallotti.
Estudió periodismo con Jorge Pasculli. Realizó estudios de locución con Graciela Posamay y Elsa Bianco. Asistió a la Escuela de Declamación bajo la dirección de Roberto Fontana.
Es observador, entrenador y analista de lenguaje corporal. Es asesor de ética y conducta laboral en medios de comunicación. Realizó Guionismo y Técnicas autorales con la dirección de Fernando Schmidt. Fue premiado como mejor productor junto al equipo de Deporte Total de Radio Carve en dos oportunidades. 

### Televisión
De 1992 a 2003 participa en el programa 'Deporte Total' de Canal 10 como panelista, conducción ocasional, producción y creativo de videos documentales y notas especiales.

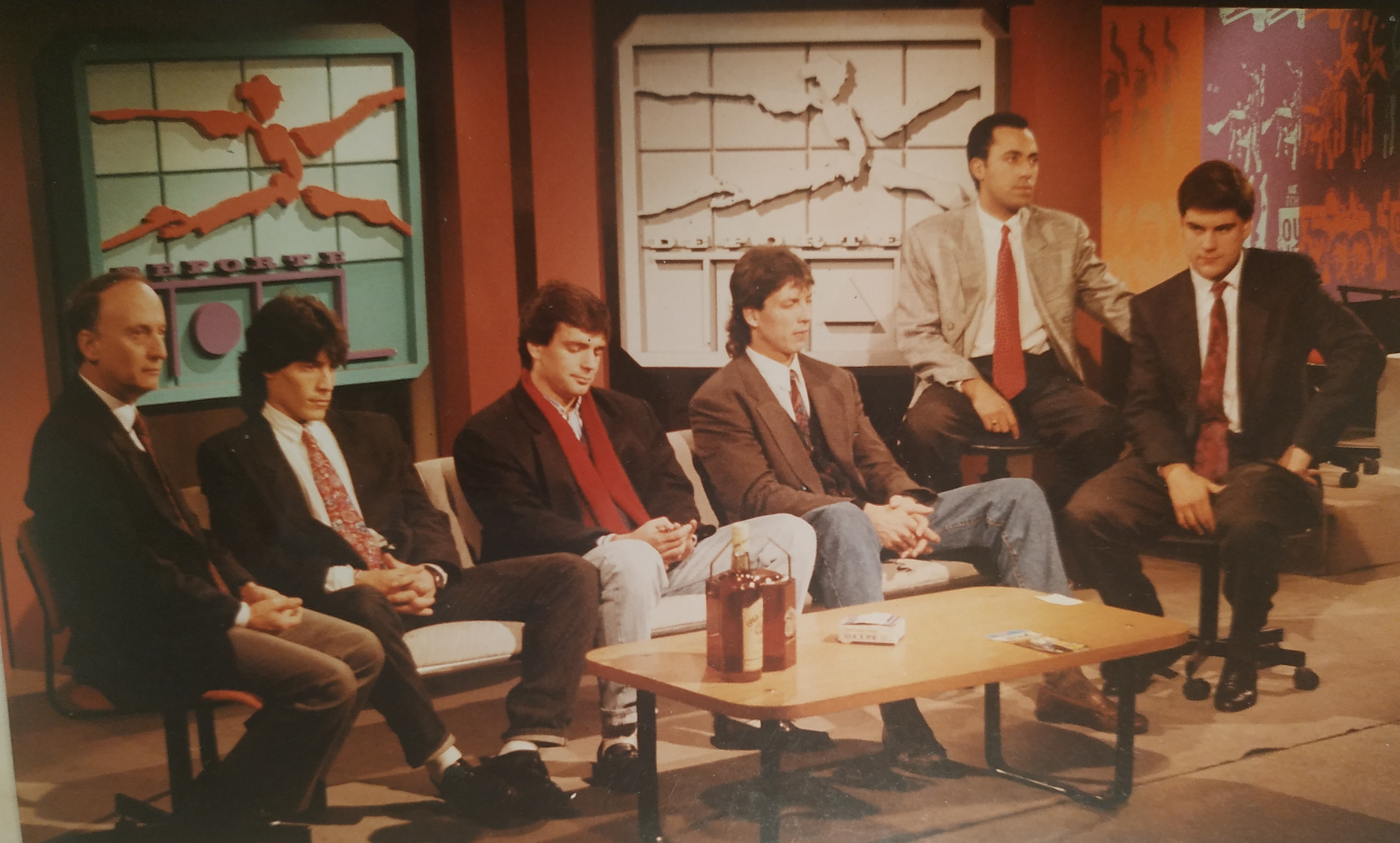
Rodolfo Pereyra conduciendo Deporte Total junto a Mario Bardanca y Nelson Filosi

En 1995 es conductor de programas especiales de Copa América con Víctor Espárrago y Ruben Paz.
Es comentarista de transmisiones de partidos de los mundiales de Francia y Estados Unidos en Canal 10 y Canal 7 de Punta del Este.
Trabaja como productor y presentador de segmentos deportivos del Mundial de Francia 98 para el informativo Subrayado.
Es comentarista de partidos internacionales en la Red de Televisión
De 2003 a 2008 tiene columna de opinión en el programa Punto Penal de Canal 10.
Trabaja en el programa 'El Reloj' junto a deportistas, políticos, artistas y actores sociales en un mano a mano intenso y profundo.
En 2003 comienza su actividad en VTV, Tenfield hasta la fecha en el Programa Sin límite con Julio Ríos y Jorge Baillo donde realiza análisis de opinión, y es comentarista. 

### Radio
En 1984 comienza en la actividad en las radios CX46 y CX42 en el programa Aquí la B.

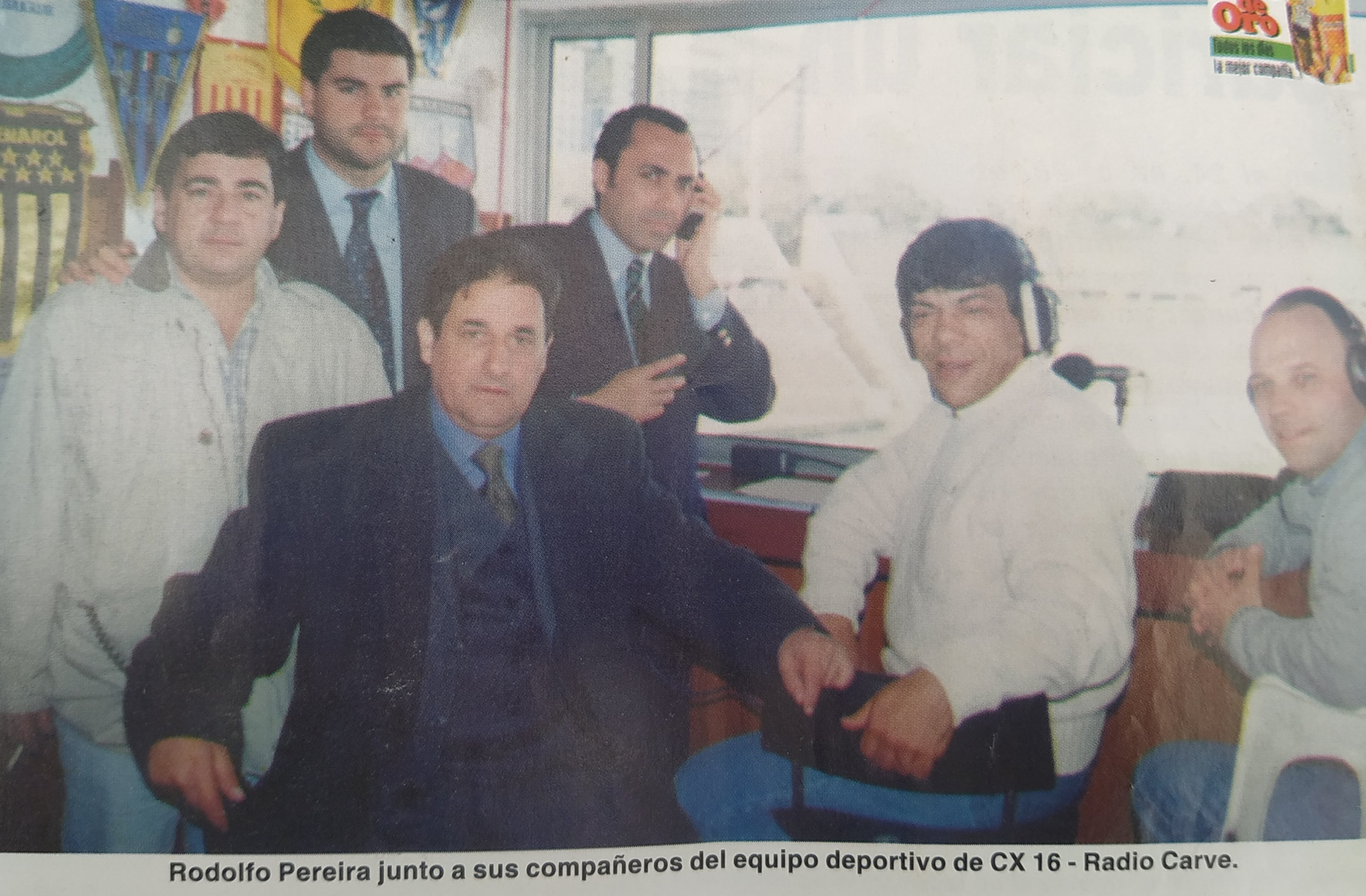
Rodolfo Pereyra junto a sus compañeros del equipo deportivo de CX16 radio Carve

El 7 de septiembre de 1986 se suma al programa Fútbol por Muñoz en radio Carve. Allí ejerció tareas de coordinador de transmisión, productor, relator, comentarista, conductor de las previas y cobertura de canchas y móviles.
El 16 de octubre de 1986 comienza a participar en el programa radial Deporte Total en radio Carve. Principalmente estuvo a cargo de la cobertura de la política de la AUF durante cuatro años. También ejerció como conductor, locutor, comentarista y productor.
Participó del programa 'Verano Deportivo' como productor general y conductor junto a Gerardo Graña.
En 1987 realiza transmisiones de fútbol en Radio Continente con José María Mansilla y Enrique Lujambio.
En 1991 trabaja en radio Ovación como comentarista.
En 1992 crea el primer programa de verano: Verano Deportivo.
Conduce y realiza relatos en programa deportivo de radio Tacuarembó en el año 1993.
En el año 1994 trabaja en radio Nuevo Tiempo en el programa 'Velocidad' con Héctor Moras.
También presenta información deportiva en radio Carve en el programa La Tarde.
En el año 2014 es coconductor y comentarista de fútbol en Rumbo a la cancha en AM Libre.
En el año 2016 trabaja en El Espectador en el programa periodístico Noche D10.

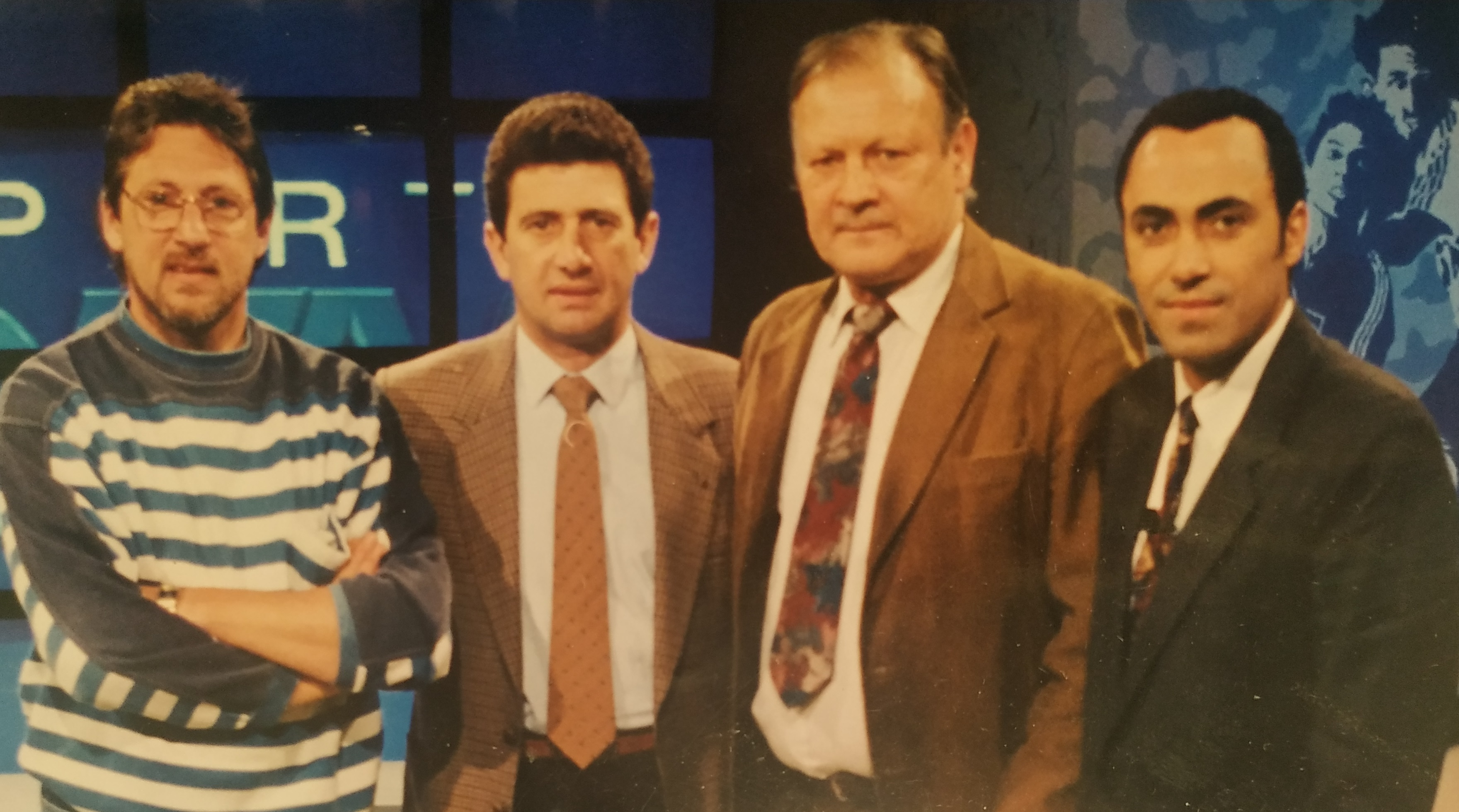
Rodolfo Pereyra junto a Fernando Morena, Tito Goncalvez (padre) y Ricardo Artola

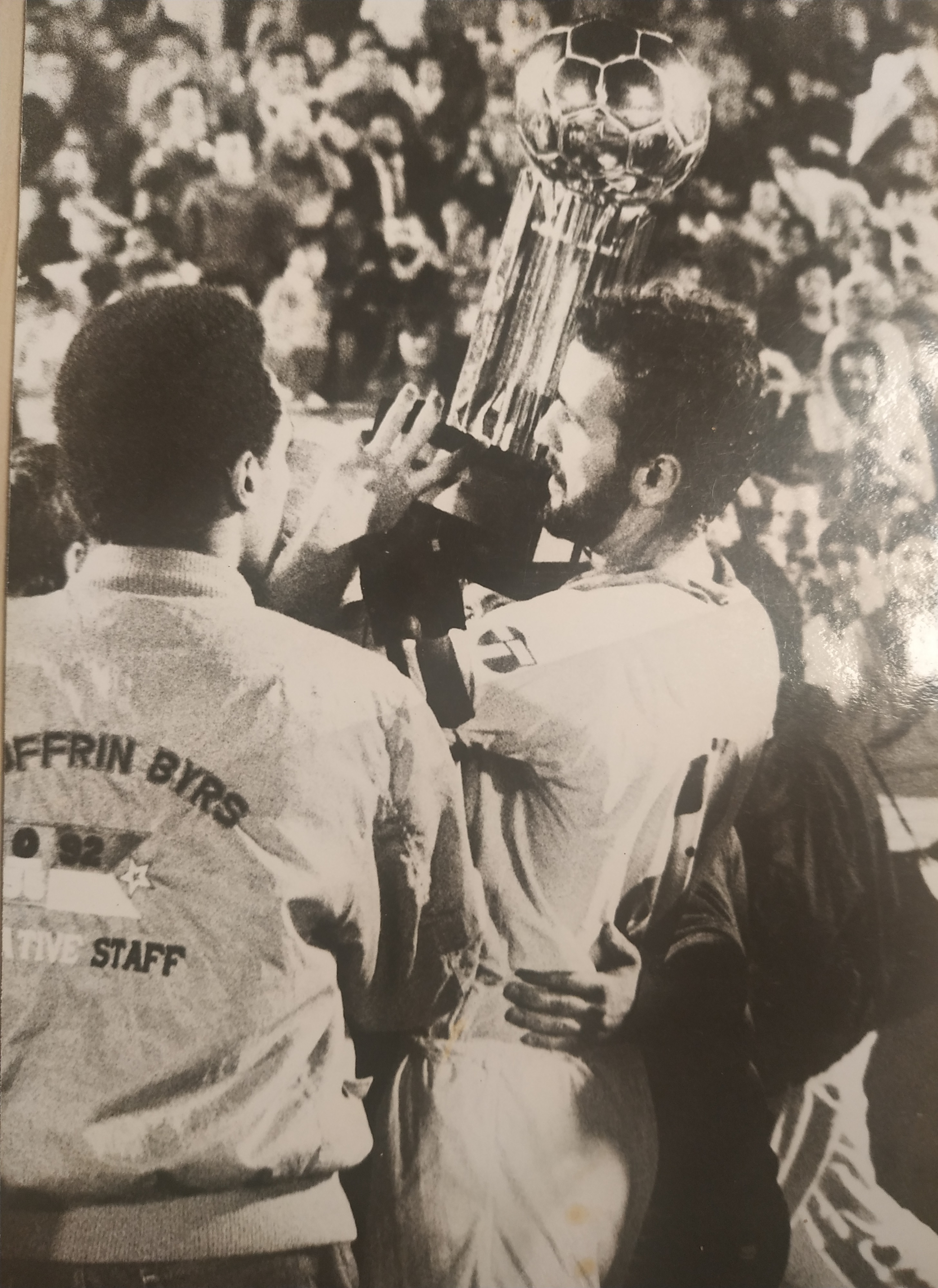
Rodolfo Pereyra junto a Hugo León, campeón de la Recopa 1989 con Nacional